# Tsaghkunk, Gegharkunik
Tsaghkunq là một đô thị thuộc tỉnh Gegharkunik, Armenia. Dân số ước tính năm 2011 là 1093 người.